# Prievidza
Prievidza (in tedesco Priwitz, in ungherese Privigye) è una città della Slovacchia, capoluogo del distretto omonimo, nella regione di Trenčín.

## Caratteristiche
La città si trova vicino alla più famosa città di Bojnice, con cui di fatto condivide il sistema di trasporti. La valle del fiume Nitra, nella quale sorge la città, è circondata da montagne su tutti i versanti; la cima più alta e più spettacolare nei dintorni della città è il Kľak. 
Prievidza è il centro di molte istituzioni di importanza regionale, sia governative che commerciali. È anche la sede di molte società sportive importanti, sia di calcio che di hockey.
In questa città si trova anche un'importante scuola e convento dei padri Scolopi.

## Amministrazione

### Gemellaggi
- Luserna San Giovanni